# أليوت رودجر
أليوت رودجر (بالإنجليزية: Elliot Rodger)‏ هو طالب بريطاني، ولد في 24 يوليو 1991 في لندن في المملكة المتحدة، وتوفي في 23 مايو 2014 في إسلا ڤيستا، كاليفورنيا في الولايات المتحدة.
قام أليوت رودجر بإرتكاب مذبحة إسلا ڤيستا, كاليفورنيا في 23 مايو 2014.
حيث قام بقتل ستة أشخاص وجرح 14 آخرين - بطلقات نارية وطعن ودهس بالسيارة - بالقرب من حرم جامعة كاليفورنيا، سانتا باربرا (UCSB)، ثم قتل نفسه.

## وصلات خارجية
- أليوت رودجر على موقع IMDb (الإنجليزية)